# Padali Gujar
Padali Gujar es una ciudad censal situada en el distrito de Haridwar,  en el estado de Uttarakhand (India). Su población es de 12901 habitantes (2011). 

## Demografía
Según el censo de 2011 la población de Padali Gujar era de 12901 habitantes, de los cuales 6750 eran hombres y 6151 eran mujeres. Padali Gujar tiene una tasa media de alfabetización del 59,77%, inferior a la media estatal del 78,82%: la alfabetización masculina es del 69,15%, y la alfabetización femenina del 49,50%.